# Дуе Стуре (Алесандрија)
Дуе Стуре је насеље у Италији у округу Алесандрија, региону Пијемонт.
Према процени из 2011. у насељу је живело 233 становника. Насеље се налази на надморској висини од 124 м.